# Podzemní kryt Vítkov
Podzemní kryt Vítkov v Praze se nachází pod vrchem Vítkov. Je přístupný ze tři sta metrů dlouhého tunelu, který spojuje Žižkov s Karlínem.

## Historie
Kryt vznikl v roce 1942 a vybudován byl pro zaměstnance továren ČKD a Auto Praga.
Pří výstavbě tunelu pro pěší mezi Žižkovem a Karlínem v roce 1953 vznikla spojovací chodba s krytem uzavřená dvojicí těžkých plechových dveří; jedny dveře vedou do protiatomového krytu pro přibližně dvanáct set osob, druhé do případné márnice.

## Popis
Kryt byl prohlouben důlní technikou přímo do kopce. Tloušťka jeho stěn je místy až tři metry, na povrch je přibližně padesát metrů skály a délka chodeb je 1053 metrů. Každá z ukrývaných osob by pro sebe měla asi 1 metr čtvereční.
Správa služeb bunkr udržuje plně funkční. V komplexu se nachází vzduchotechnika i velký agregát značky Škoda, který slouží jako alternativní zdroj proudu. Pro případ potřeby je možné pohánět ventilátor na recyklaci vzduchu ručně. Je k dispozici také voda, která pramení hluboko pod bunkrem; zdrojem je pět hloubených studní s šířkou kolem dvou metrů a hlubokých okolo dvanácti metrů.
Teoreticky je možné uzavřít nejen kryt, ale i pěší tunel po celé jeho délce. K tomu slouží mohutná kulatá vrata k hermetickému uzavření vnitřních prostor.
V místech projektované márnice sídlí vědci z pobočky řežského ústavu jaderné fyziky s malým urychlovačem částic typu Mikrotron MT25.